# Sicyonia
Sicyonia är ett släkte av kräftdjur. Sicyonia ingår i familjen Sicyoniidae.
Sicyonia är enda släktet i familjen Sicyoniidae.

## Bildgalleri

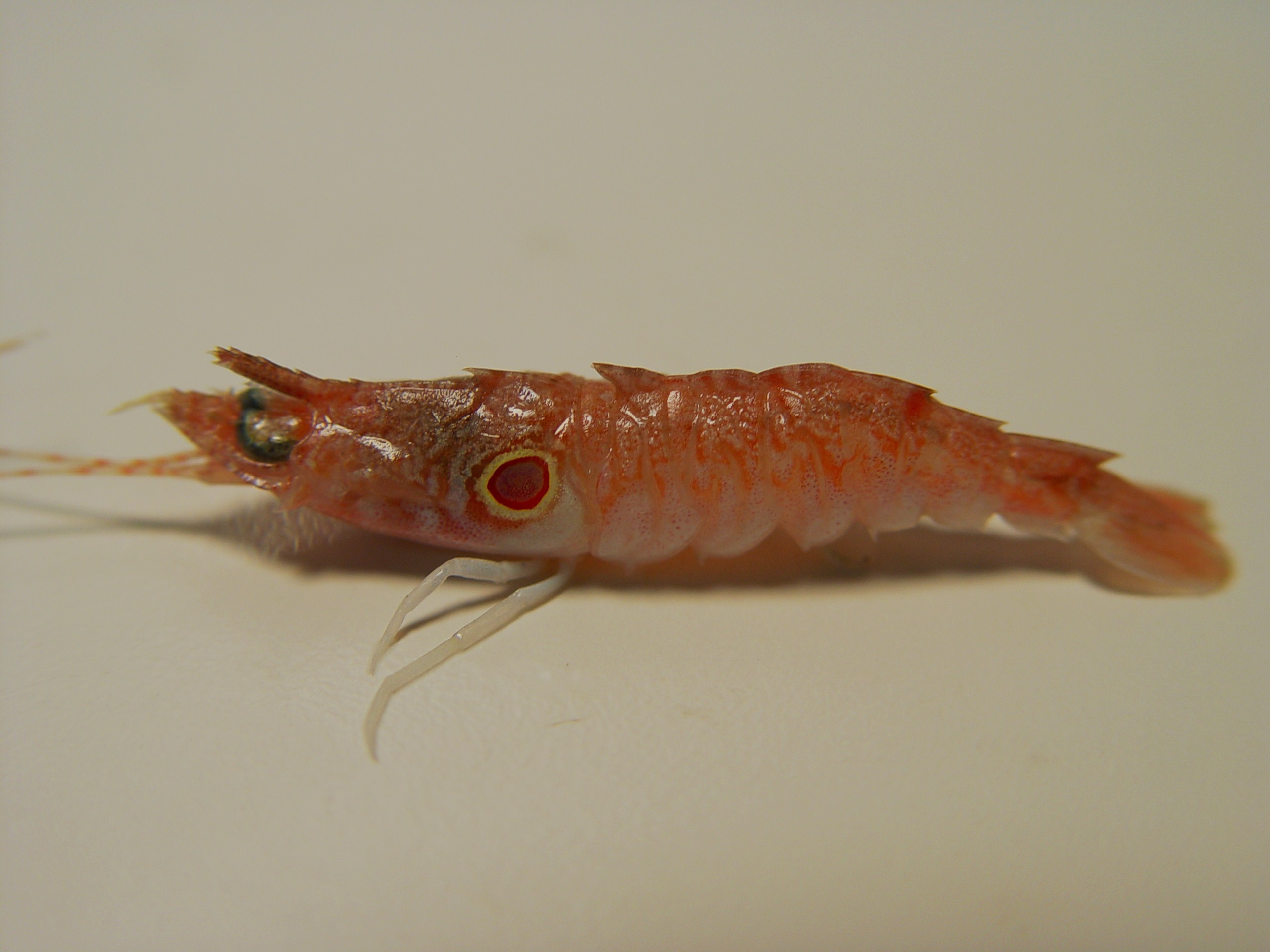

## Dottertaxa tillSicyonia, i alfabetisk ordning[1]
- Sicyonia affinis
- Sicyonia aliaffinis
- Sicyonia benthophila
- Sicyonia bispinosa
- Sicyonia brevirostris
- Sicyonia burkenroadi
- Sicyonia carinata
- Sicyonia cristata
- Sicyonia curvirostris
- Sicyonia disdorsalis
- Sicyonia disedwardsi
- Sicyonia disparri
- Sicyonia dorsalis
- Sicyonia fallax
- Sicyonia formosa
- Sicyonia furcata
- Sicyonia galeata
- Sicyonia inflexa
- Sicyonia ingentis
- Sicyonia japonica
- Sicyonia laevigata
- Sicyonia laevis
- Sicyonia lancifera
- Sicyonia longicauda
- Sicyonia martini
- Sicyonia mixta
- Sicyonia nasica
- Sicyonia nebulosa
- Sicyonia ocellata
- Sicyonia olgae
- Sicyonia ommanneyi
- Sicyonia parafallax
- Sicyonia parri
- Sicyonia parvula
- Sicyonia penicillata
- Sicyonia picta
- Sicyonia rectirostris
- Sicyonia stimpsoni
- Sicyonia trispinosa
- Sicyonia truncata
- Sicyonia typica
- Sicyonia wheeleri
- Sicyonia vitulans